# Чинабад-Марказ
Чинабад-Марказ (узб. Чинобод Марказ, Chinobod Markaz) — міське селище в Узбекистані, в Баликчинському районі Андижанської області.
Статус міського селища з 2009 року.